# Musa Al-Taamari
Musa Suliman Al-Taamari (arab. موسى سليمان التعمري; ur. 10 czerwca 1997 w Ammanie) – jordański piłkarz grający na pozycji prawego pomocnika we francuskim klubie Montpellier oraz w reprezentacji Jordanii. Srebrny medalista Pucharu Azji 2023.

## Kariera piłkarska
Swoją karierę piłkarską Al-Taamari rozpoczął w klubie Shabab Al-Ordon Club, w którym w 2016 roku zadebiutował w pierwszej lidze jordańskiej. W sezonie 2017/2018 grał w Al-Jazeera Amman. Wywalczył z nim wicemistrzostwo Jordanii.
Latem 2018 roku Al-Taamari przeszedł do cypryjskiego APOEL FC. Swój debiut w nim zaliczył 19 września 2018 w wygranym 3:2 wyjazdowym meczu z Nea Salamina Famagusta. W sezonie 2018/2019 wywalczył z APOEL mistrzostwo Cypru.
W październiku 2020 Al-Taamari przeszedł do OH Leuven. Zadebiutował w nim 8 października 2020 w zremisowanym 2:2 wyjazdowym spotkaniu z Anderlechtem.
1 lipca 2023 roku trafił do francuskiego klubu Montpellier. Zadebiutował w pierwszym meczu ligowym przeciwko Le Havre AC, który zakończył się remisem wynikiem 2:2. Swoją pierwszą bramkę zaliczył w meczu przeciwko Olympique Lyon, w 39 minucie spotkania. W tym samym meczu strzelił drugiego gola w 66 minucie. Ostatecznie spotkanie zakończyło się wynikiem 4:1.

## Statystyki
| Sezon   | Klub                 | Kraj     | Rozgrywki                 | Mecze | Gole |
| ------- | -------------------- | -------- | ------------------------- | ----- | ---- |
| 2015/16 | Shabab Al-Ordon Club | Jordania | Jordanian Pro League      | 0     | 0    |
| 2016/17 | Shabab Al-Ordon Club | Jordania | Jordanian Pro League      | 19    | 5    |
| 2017/18 | Al-Jazeera Amman     | Jordania | Jordanian Pro League      | 17    | 2    |
| 2018/19 | APOEL FC             | Cypr     | Protathlima A’ Kategorias | 24    | 9    |
| 2019/20 | APOEL FC             | Cypr     | Protathlima A’ Kategorias | 21    | 3    |
| 2020/21 | APOEL FC             | Cypr     | Protathlima A’ Kategorias | 4     | 0    |
| 2020/21 | Oud-Heverlee Leuven  | Belgia   | Eerste klasse A           | 22    | 1    |
| 2021/22 | Oud-Heverlee Leuven  | Belgia   | Eerste klasse A           | 31    | 3    |
| 2022/23 | Oud-Heverlee Leuven  | Belgia   | Eerste klasse A           | 34    | 6    |

## Kariera reprezentacyjna
W reprezentacji Jordanii Al-Taamari zadebiutował 31 sierpnia 2016 w zremisowanym 1:1 towarzyskim meczu z Libanem. W 2019 roku został powołany do kadry na Puchar Azji. W 2023 znalazł się w kadrze na Puchar Azji 2023. Tam jego drużyna osiągnęła historyczny sukces, została wicemistrzem Azji. Mimo iż w finale przegrała z Katarem, sam Al-Taamari był jedna z kluczowych postaci drużyny i zdobył 3 gole (w tym jeden w półfinale).